# Змије
Змије (Ophidia, Serpentes) подред су унутар класе гмизаваца. Сродне су гуштерима јер имају заједничко порекло и заједно са њима чине најбројнију групу рецентних гмизаваца.
Змије су издужени, безноги, месоједни рептили из реда Serpentes. Попут свих сквимата, змије су ектотермни, амниотни кичмењаци покривени преклапајућим лустрама. Многе врсте змија имају лобање са неколико додатних зглобова у односу на њихове гуштерске претке, што им омогућава да прогутају плен који је знатно већи од њихове главе захваљујући њиховим високо мобилним вилицама. Да би се прилагодили њиховим уским телима, змијини парни органи (као што су бубрези) се јављају један испред другог уместо један поред другог, и већина змија има само једно функционално плућно крило. Неке врсте су задржале своје зделице са паром вестигијалних канџи на обе стране своје клоаке (нпр. Boidae). Гуштери су еволуирали, имају издужена тела без удова или са знатно редукованим удовима до око двадесет пет пута током конвергентне еволуције, што је довело до настанка бројних сојева безногих гуштера. Безноги гуштери наликују на змије, али неколико група безногих гуштера има очне капке и спољашње уши, које змије немају, мада да то правило није универзално (погледајте Amphisbaenia, Dibamidae, и Pygopodidae).
Змије су присутне на свим континентима сем Антарктика, и на већини мањих копнених маса; изузеци су нека велика острва, као што су Ирска, Исланд, Гренланд, Хавајски архипелаг, и острва Новог Зеланда, и многа мања острва на Атланском и централном Тихом океану. Додатно, морске змије су широко распрострањене у Индијском и Пацифичком океану. Више од 20 фамилија је тренутно препознато, чиме је обухваћено 520 родова и око 3.600 врста. Оне се крећу по величини од ситних, 10,4 cm (4,1 in) — дугих нитних змија до мрежастог питона са 6,95 m у дужини. Фосилна врста Titanoboa cerrejonensis је била 12,8 m дуга. Сматра се да су змије еволуирале из било ријућих или водених гуштера, вероватно током периода Јуре, при чему су најстарији познати фосили датирани на период пре око 143 и 167 милиона година. Разноликост модерних змија појавила се током Палеоценског периода (пре око 66 до 56 милиона година). Најстарији сачувани опис змија може се наћи у Бруклинском папирусу.
Већина врста нема веном, док оне које имају веном превасходно га користе за убијање и потчињавање плена уместо у самоодбрани. Неке поседују отров који је довољно снажан да изазове болну повреду или смрт код људи. Змије без венума било прогутају жив плен или га убијају констрикцијом.

## Еволуција
Фосилни запис змија је релативно лош, јер су змијски скелети типично мали и крхки, што чини фосилизацију ретком. Фосили који се лако могу препознати као змије (иако често задржавају задње удове) први пут се појављују у фосилном запису током периода креде. Најранији познати истински змијски фосили (Чланови крунске групе Serpentes) потичу од морских симолиофида, најстарији од којих је из Гоње креде (Ценоманског доба) Haasiophis terrasanctus, датиран на пре 112 до 94 милиона година.
На бази компаративне анатомије, постоји консензус да су змије потекле од гуштера.‍:11 Питони и бое — примитивне групе међу модерним змијама — имају вестигијалне скривене удове: сићушне, канџасте прсте познате као аналне мамузе, које се користе за хватање при парењу.‍:11 Фамилије Leptotyphlopidae и Typhlopidae такође поседују остатке карличног појаса, који се јавља у виду рожнатих пројекција кад је видљив.

## Опис
Воде порекло од четвороножних гуштероликих гмизаваца од којих су се еволутивно одвојиле и наставиле развиће у правцу издуживања тела и губитка екстремитета. Уместо задњих ногу код извесних примитивних врста (Boidae, Ilysiidae, Thyphlopidae) налазе се остаци карлице која се завршава рожним канџама, што указује да су ноге код предака постојале. Ипак, ови остаци карличног појаса немају везу са осовинским скелетом. Уместо ногу змије су стекле веома покретну кичму. Број пршљенова им је повећан на двеста (код неких врста тај број достиже и 435, а негде и преко 500). Сваки пршљен има на задњој страни кугласто удубљење, а са предње чашицу која са суседним пршљенима гради зглоб. Ребра су такође оваквим зглобовима састављена са пршљенима. Крећу се таласастим вијугањем тела, али се могу кретати и праволинијски када пролазе кроз узане ходнике. У том случају се кретање врши помоћу трбушних рожних плочица, а њихов број најчешће одговара броју кичмених пршљенова и ребара. 
Реп им је краћи од трупа. Лобања је стрептостилна, немају јабучних лукова. Као и код гуштера, вилица је специфично грађена; квадратум је покретно склопљен са лобањом. Отвор клоаке је попречно постављен. Рожне плоче на вентралној страни тела су поређане у једном, а у репном делу тела у два низа.
Очни капци су им срасли, чуло мириса (Јакобсонов орган) им је веома добро развијен, за разлику од чула вида и слуха. Слушни канал и бубна опна не постоје. На врху расцепљеног језика су смештена чула за укус и додир. Неке змије су осетљиве и на топлоту, односно инфрацрвено зрачење.
Неке змије су отровне и утврђено је да је употреба отрова много значајнија за прибављање хране, него за одбрану. Једна од разлика између отровних и неотровних змија је што су код отровних уочљиве жлезде на бочним странама главе, па им је глава троугластог облика уз уочљив врат. Код неотровних, глава мање приметно прелази у тело и врат није уочљив. Честа појава код змија је мимикрија. Тада оне обликом и бојом тела имитирају предмете или друге змије. Дешава се да због тога неотровне змије имају шаре попут отровних врста. Боја тела им може бити веома различита, од неупадљивих, мрких или сивих врста до интензивно обојених и шарених.
Змије дуго живе, чак и мање врсте. Многе живе 40 и више година. Величина им се креће од 15 cm, па до 11,5 m, мада постоје тврдње да су налажени и већи примерци. Већина змија полаже јаја, али има и вивипарних.

## Исхрана
Све змије су месождери. Неке свој плен убијају отровом, друге га удаве, а неке га живог једу. Варење прогутаног плена од змије захтева смањење телесне активности и повећање активности дигестивног тракта. Уколико се змија нађе у непосредној опасности током периода варења она ће повратити свој плен и побећи. Змије такође имају невероватну покретљивост виличног прибора. Горња вилица, крилата кост и непчане кости могу се помицати напред, назад, бочно и обрнуто, а доња вилица која је спојена са дугачком квадратном кости, може да се испружи јако напред. Она може да се помера и бочно јер њени предњи крајеви нису срасли већ су спојени јако истегљивом тетивом. Због овакве вилице змије имају велики зев и могу да ухвате велики плен. Оне зарију зубе у плен и држе га чврсто једном половином вилице, другом половином попуштају, да би га затим још дубље ухватиле, као да се „навлаче” на свој плен.
Многе врсте змија су генералисти у исхрани, при чему тип плена може значајно да варира у зависности од локалитета. Међутим, постоје и врсте које су строго специјализоване на исхрану само једном врстом плена, на пример морске змије рода Laticauda су специјализоване на исхрану јегуљама, а афрички род Dasypeltis на исхрану јајима.

## Пресвлачење
Неколико пута годишње змије скидају кожу зато што се истрошила од пузања тлом, или зато што им је постала претесна. Такође се на овај начин змија решава спољашњих паразита. Пре „пресвлачења” престану да једу, очи им постану мутне, а кожа промени боју. За разлику од других рептила, змија своју кошуљицу скида у једном комаду, попут чарапе. На неком тврдом објекту ће при носу направити подеротину и трљати се о тај камен док цела кошуљица не спадне.
За разлику од других животиња змије расту током читавог живота. Због тога, повремено долази до одбацивања рожног прекривача (назива се свлак, кожица у народу позната и као змијска кошуљица) и његова замена новим слојевима који настају на рачун герминативног слоја (stratum germinativum). Сама појава се назива пресвлачење. Младе змије, због интензивнијег раста пресвлаче се чешће него старије. Такође, змије које живе у заробљеништву се чешће пресвлаче од оних у природи. До њега може и доћи услед оштећења коже изазваног паразитима (гриње на пр.), механичким оштећењима или неком траумом (дуго гладовање и др.)
Пре самог пресвлачења змије смањују активност (кретање, узимање хране), очи им постају мутне, а кожа промени боју. Затим, њушком тару о неки чврст предмет да би направиле подеротину и тарући се и даље у једном комаду скидају читав рожни прекривач (као што се скида чарапа). Изузетак су звечарке код којих се на крају репа налази звечка изграђена од рожних прстенова. Звечка се приликом пресвлачења не одбацује цела већ се сваким пресвлачењем додаје по један нови рожни прстен. Тумачења да се старост змија звечарки може установити на рачун боја прстенова звечке (слично као што број годова стабла означава његову старост) су потпуно погрешна зато што се змије најчешће пресвлаче више пута у току једне године. Младе змије могу да се пресвлаче на свака два месеца. С друге стране, старије змије могу да изгубе неки од прстенова на звечки.

## Ареали станиште
Познато је око 2.400 врста, од чега 400 отровних и имају широко распрострањење. Нема их на Арктику, Антарктику, Исланду, Ирској, Новом Зеланду, односно, на крајњем северу и крајњем југу. Могу бити копнене и водене. Већи број врста живи на копну; скривају се по трави, жбуњу, испод камења, а неке живе и на дрвећу.

## Змије отровнице
Животиње отровнице поседују посебне системе у којима се отрови производе и којима отрове могу унети у тело жртве. Овакве се животиње називају фанеротоксичним животињама. Пошто змије поседују зубе којима уносе отров у тело жртве, онда оне нису отровне змије, него змије отровнице. На просторима Балкана живи више врста змија отровница, као што су шарка (Vipera berus), планинска шарка (Vipera ursinii macrops) и поскок (Vipera ammodytes). Све ове отровнице припадају породици љутица (Viperidae).
Љутице живе у Европи, Азији, Африци, Северној и Јужној Америци, а у Аустралији их такође има. Нема их на Антарктику, где је за гмизавце прехладно. Породица љутица обухвата око 230 врста, а дели се на четири подпородице, од којих су најпознатије две: љутице (Viperidae) и јамичарке (Crotalinae). У праве љутице припадају европске, азијске и афричке љутице, а главни представници јамичарки су чегртуше, копљоглавка, мокасине те арбореалне јамичарке јужне и југоисточне Азије те средње и јужне Америке. Све змије породице љутица прилично су здепасте и краткога репа. Глава се јасно издваја од осталог дела тела и срцоликог је или трокутастог облика. Прекривена је углавном ситним љускицама. Очи свих љутица имају окомиту зеницу, што значи да су прилагођене за гледање у тами. Готово све змије ове породице рађају живе младунце. Младунци се рађају у танкој прозирној мембрани, коју одмах по излегању пробијају и излазе из ње. Отровни су од рођења.
За све љутице важан је састав њихових отровних жлезда и зуби. Зуби им изгледају као инјекцијске игле. У њиховој унутрашњости се налази канал, а на врху је мали процеп кроз који излази отров. Смештени су на предњем делу горње вилице. Када нису у употреби, савијени су према натраг и смештени у специјалном набору слузнице. Када змија напада, зуби се усправљају, забадају у тело жртве и из њих тада потече отров. Отровни зуби се троше, па их змија повремено одбацује и одмах их замењује новим отровним зубима. То значи да се љутице не могу трајно онеспособити вађењем отровних зуби. Величина тих зуба зависи од величине змије односно од величине њене главе. Највеће отровне зубе има габонска љутица (Bitis gabonica) која живи у Африци. Зуби великих примерака ове змије могу бити и до пет центиметара дуги.
Поскок (Vipera ammodytes) је уједно и највећа европска отровница. Глава му је срцоликог изгледа, с карактеристичним рошчићем на врху носа. Боја тела варира у зависности од пребивалишта и иде од светлосиве до црвенкастосмеђе. Вијугава леђна шара је континуирана и јасно изражена. Женке нарасту око 60 cm, а мужјаци могу нарасти и до 1 м.
Шарка (Vipera berus) се налази у целој Европи. Дуга је око 60 до 80 cm, те такође има „цик-цак” линију уздуж тела и знатно је мања од поскока. Глава јој је шира и облија, са великим оком црвеног одсјаја и карактеристичном белом пругом уз руб горње вилице. Шарка насељава суровије пределе и може се срести и изнад 2000 м надморске висине. За разлику од поскока улази и у воду. На Балкану се јавља више подврста шарке:
Обична шарка (Vipera berus berus), има сивкасто смеђу боју тела и континуирану тамну вијугаву шару оивичену низовима тачкица. Слична је поскоку, али је мања и шаренија и нема рошчић.
Црна шарка (Vipera berus prester), је потпуно црна змија. И она има вијугаву шару која се види при одређеном лому светла. Насељава планинска подручја, али нешто ниже надморске висине.
Босански шарган (Vipera berus bosniensis), је жуто смеђе боје са испрекиданом леђном шаром која је најчешће у виду тамних попречних пруга. Ретко нарасте изнад 40 cm. Храни се скакавцима. Насељава планинске рудине.
Планинска шарка (Vipera ursinii macrops), је најмања европска љутица. Просечна дужина је 45 cm. Живи у планинским подручјима. Глава јој је мала и на њушки заобљена, а очи су релативно велике. Темељна боја јој је сива или жућкасто-сива, љускице на грлу и уснама имају црне рубове. Леђна цик-цак пруга је врло варијабилна и код доста примерака разбијена у неправилне мрље и/или попречне пруге. Трбух јој је светлосмеђ, тамносмеђ или сив. По темељној боји врло је слична шарки.

## Неотровне змије
Балканске неотровне змије су обухваћене породицом смукова (Colubridae). Од врста су заступљене:
Белоушка (Natrix natrix), нарасте до 1,5 м. Тело је одозго тамномаслинасто са црним тачкицама и упадљивим белим мрљама иза главе, док је одоздо жућкасто бела. Прилагођена је за живот у близини воде и одлично плива. Храни се тритонима, пуноглавцима и инсектима.
Смук (Elaphe longissima) је наша највећа змија. Може нарасти и преко 2 м. Боја тела је једнолична, сивкасто смеђа без јасних шара. Станиште која углавном заузима су ливаде и шумски пропланци до 1500 надморске висине.
Четворопругaсти смук или Elaphe quatuorlineata је неотровна, те најдужа европска змија. Може нарасти и преко 2 м, али јој је просечна дужина око 1,50 м. Темељна боја с горње стране је жуто до црвеносмеђа или сивосмеђа, са по две тамне пруге на леђима са сваке стране тела. Кравосас свој плијен често лови у топлом, облачном времену и у сумрак.

## Занимљивости
Змије се плаше човека и беже од њега ако су у могућности. Људи најчешће страдају берући лековито биље, гљиве и шумске плодове или једноставно седањем на траву, а да је нису пре тога проверили, иако је довољно само обичним прутом провршљати по трави или грму. Викање не поможе јер су змије потпуно глуве животиње и осећају једино подрхтавање тла и вибрације.
Ако се ипак деси да змија некога угризе, прва помоћ се састоји од подвезивања уједеног места, исисавања отрова и хитног транспорта до лекара. Змијски отрови се грубо могу поделити на хемотоксичне и неуротоксичне отрове. Хемотоксични отрови делују на крв, убрзавају или спречавају грушање крви и/или директно разарају различита ткива. Неуротоксични отрови углавном не разарају ткиво, већ делују на нервни систем и заустављају гутање, дисање и куцање срца. Змија поседује оба отрова, али у различитим односима у зависности од врсте. Отров змија на простору Балкана је хемотоксичан (крвни отров) и смрт не наступа тренутно већ за неколико сати. Овде треба напоменути да не мора нужно доћи до тровања, јер змија често и не убризгава отров када уједа због упозорења.

### Симптоми уједа
Главни симптоми тровања отровом љутице су отицање које се брзо шири од места угриза и може захватити веће делове тела, при том се могу јавити и други симптоми као што су мучнина, повраћање, грчеви, пролив, несвестица, може доћи делимичног или потпуног отказивања бубрега. Крв може да престане да се груша. За развој симптома врло је важно место угриза. Најопаснији угризи су у главу или врат, те ако је змија убризгала отров директно у крвну жилу. Иначе, ујед је јако болан, уједено место отиче и модри и стварају се крвни подливи. Јављају се вртоглавица, жеђ и хладан зној. Подвезивање треба извршити изнад уједеног места према срцу и сваких 30 минута га попуштати и померати навише. Озлеђени треба да мирује како би се успорило ширење отрова по телу. Исисавање отрова је веома корисно али извршилац не сме имати ранице у устима. Данас се могу купити практичне вакуум пумпице које служе за исисавање отрова. Лекар најпре утврђује осетљивост на серум јер има људи који не смеју да га приме. Уз серум се увек дају и антибиотици и антитетанус.

## Врсте заступљене у Србији
Врсте заступљене у Србији су:
Отровнице:
- , поскок
- , шарка
- , шарган

Неотровнице:
- , белоушка
- , рибарица, или коцкаста водењача
- , смукуља, или бакарна змија
- , степски смук
- , шилац (у долини реке Пчиње)
- , четворопругaсти смук (у долини реке Пчиње)